# توني دنلوب
توني دنلوب (بالإنجليزية: Toni James Dunlop)‏ هو مجدف نيوزيلندي، ولد في 3 نوفمبر 1969 في إنفركارجل في نيوزيلندا.

## وصلات خارجية
- توني دنلوب على موقع الاتحاد الدولي للتجديف (الإنجليزية)
- توني دنلوب على موقع اللجنة الأولمبية الدولية (الإنجليزية)
- توني دنلوب على موقع أوليمبيديا (الإنجليزية)
- توني دنلوب على موقع اللجنة الأولمبية النيوزيلندية (الإنجليزية)